# Nordvattnet, Jämtland
Nordvattnet är en sjö i Strömsunds kommun i Jämtland och ingår i Indalsälvens huvudavrinningsområde. Sjön har en area på 0,244 kvadratkilometer och ligger 318,8 meter över havet. Sjön avvattnas av vattendraget Gisselåsån.

## Delavrinningsområde
Nordvattnet ingår i det delavrinningsområde (706843-147805) som SMHI kallar för Utloppet av Nordvattnet. Medelhöjden är 342 meter över havet och ytan är 17,42 kvadratkilometer. Det finns inga avrinningsområden uppströms utan avrinningsområdet är högsta punkten. Gisselåsån som avvattnar avrinningsområdet har biflödesordning 4, vilket innebär att vattnet flödar genom totalt 4 vattendrag innan det når havet efter 220 kilometer. Avrinningsområdet består mestadels av skog (61 procent) och sankmarker (30 procent). Avrinningsområdet har 0,24 kvadratkilometer vattenytor vilket ger det en sjöprocent på 1,4 procent.